# Condylonucula maya
Condylonucula maya е микроскопичен вид мида от семейство Nuculidae. Видът е соленоводен и обитава карибското крайбрежие на Мексико. Със своите размери от около 500 µm това е мекотелото с най-малки размери познато на съвременните изследователи.